# Буктугутов, Шакарым Сабырович
Шакарым Сабырович Буктугутов (каз. Шәкәрім Сабырұлы Бұқтығұтов, родился 8 марта 1961 в Кокчетаве) — казахстанский государственный деятель, заместитель акима Восточно-Казахстанской области.

## Биография
Родился 8 марта 1961 года в Кокчетаве. Окончил Усть-Каменогорский строительно-дорожный институт по специальности «инженер-механик» в 1985 году, а также Восточно-Казахстанский государственный университет в 1996 году по специальности «экономист». 
До распада СССР работал инженером на предприятиях «Усть-Каменогорскснаб», «Востказметаллоснабсбыт», «ВК металлооптторг» и «Востокказглавснаб». В первые годы независимости Казахстана, с 1991 по 1993 годы — директор предприятия «Востказпромоптторг», в 1993—1995 годах гендиректор объединения по производству напитков, в 1955 —1997 — президент АО «Адиль».
С 1997 года работает в акимате Восточно-Казахстанской области и Усть-Каменогорска: в 1997—2002 годах был заместителем акима Усть-Каменогорска, с 2002 по 2006 годы возглавлял город Лениногорск (Риддер). С октября 2006 по март 2007 — начальник Антимонопольного управления по Восточно-Казахстанской области. На посту акима Усть-Каменогорска с марта 2007 по август 2008 годов, с 2009 — начальник отдела предпринимательства и промышленности Восточно-Казахстанской области. 
С 27 августа 2011 г. по июль 2015 г. - член Совета Директоров АО «СПК «Ертіс». В период с 09 июля 2015 года по март 2020 года - Председатель Правления АО «Региональный центр государственно-частного партнёрства ВКО».
9 марта 2020 года назначен заместителем акима Восточно-Казахстанской области.

## Увлечения
Владеет русским, казахским и английским языками. Увлекается спортом и охотой, а также исторической литературой. 

## Семья
Супруга — Гулнар Сагантаевна Буктугутова, директор ЗАО «Адильмахмет». Дети: Зарина (1982), Сабира (1985), Адильмахмет (1990). Считает своим кумиром Махатму Ганди. Подполковник запаса.

## Государственные награды, почетные звания
Ордена:  орден «Құрмет» (2012);
Медали: юбилейные медали  «Астана 20 жыл» (21.11.2018); «Қазақстан Республикасының Тәуелсіздігіне 25 жыл» (29.11.2016),  «Қазақстан Республикасының Конституциясына  20 жыл» (05.08. 2015), «Қазақстан мәслихаттарына 20 жыл» (2014), «Қазақстан фуболына 100 жыл» (2013), «Қазақстан Республикасының Тәуелсіздігіне 20 жыл» (10.11.2011), «Қазақстан Республикасының Тәуелсіздігіне 10 жыл» (04.02.2002),  «Қазақстан Республикасының Конституциясына 10 жыл» (25.08. 2005), «Тыңға  50 жыл» (08.11.2005).
Знаки: нагрудной знак «Еңбек даңқы» І-степени (2021), «Еңбек даңқы» ІІ-степени (2017), «Еңбек даңқы» ІІІ-степени (2014).
Звания: Почетный гражданин г. Риддер (2019).